# نيستور كاربونيل
نيستور كاربونيل (بالإنجليزية: Nestor Carbonell)‏ هو ممثل أمريكي (من مواليد 1 ديسمبر 1967 في نيويورك، نيويورك، الولايات المتحدة)، مشهور بدور ريتشارد ألبرت في مسلسل لوست. تلقى تعليمه في جامعة هارفارد.

## روابط خارجية
- نيستور كاربونيل على موقع IMDb (الإنجليزية)
- نيستور كاربونيل على موقع روتن توميتوز (الإنجليزية)
- نيستور كاربونيل على موقع ألو سيني (الفرنسية)
- نيستور كاربونيل على موقع تيرنر كلاسيك موفيز (الإنجليزية)
- نيستور كاربونيل على موقع أول موفي (الإنجليزية)
- نيستور كاربونيل على موقع قاعدة بيانات الأفلام السويدية (السويدية)
- نيستور كاربونيل على موقع إن إن دي بي (الإنجليزية)
- نيستور كاربونيل على موقع قاعدة بيانات الفيلم (الإنجليزية)
- نيستور كاربونيل على موقع كينوبويسك (الروسية)